# Physella spelunca
Physella spelunca är en snäckart som först beskrevs av Turner och Clench 1974.  Physella spelunca ingår i släktet Physella och familjen blåssnäckor. IUCN kategoriserar arten globalt som sårbar. Inga underarter finns listade i Catalogue of Life.